# 盐场杆形菌属
盐场杆形菌属（学名：Saliniradius）是交替单胞菌科的一属。

## 下属物种
本属包括以下物种：
- 解淀粉盐场杆形菌 Saliniradius amylolyticus Kang et al. 2020，分离自晒盐的沉积物。[2]